# Hermelange
Hermelange est une commune française située dans le département de la Moselle, en région Grand Est.
Cette commune se trouve dans la région historique de Lorraine et fait partie du pays de Sarrebourg.

## Géographie
| Xouaxange | Imling     | Hesse   |
|           | Hermelange |         |
| Lorquin   |            | Nitting |

Le village d'Hermelange partage, entre autres avec les villages de Nitting et de Hesse, la particularité d’être situé dans une dépression géologique marquée à l’ouest par l’arrêt du plateau Lorrain, formant une ligne de côte, et à l’est et au sud par le massif Vosgien. De par sa proximité avec la ville de Sarrebourg, Hermelange se situe à la limite orientale du pays des étangs. Aussi, bien que ne faisant plus partie de ce pays au sens strict car étant en deçà de la limite du plateau Lorrain, le territoire communal recense sept étangs appartenant soit à des particuliers, pour la majorité d’entre eux, soit à la commune elle-même.
C’est à Hermelange que se trouve la jonction des deux Sarres : la Sarre Rouge  et la Sarre Blanche se rejoignent pour former "La Sarre". En plus de ces rivières le village est bordé par un canal venant de la commune de Nitting et qui se jette dans le canal de la Marne au Rhin au niveau de Hesse.

### Hydrographie
La commune est située dans le bassin versant du Rhin au sein du bassin Rhin-Meuse. Elle est drainée par la Sarre, la Sarre Rouge et le canal d'alimentation du le canal de la Marne au Rhin.
La Sarre, d'une longueur totale de 129,2 km, est un affluent de la Moselle et donc un sous-affluent du Rhin, qui coule en Lorraine, en Alsace bossue et dans les Länder allemands de la Sarre (Saarland) et de Rhénanie-Palatinat (Rheinland-Pfalz).
La Sarre rouge, d'une longueur totale de 26,8 km, prend sa source dans la commune de Saint-Quirin et se jette  dans la Sarre en limite d'Hermelange et de Lorquin, après avoir traversé sept communes.

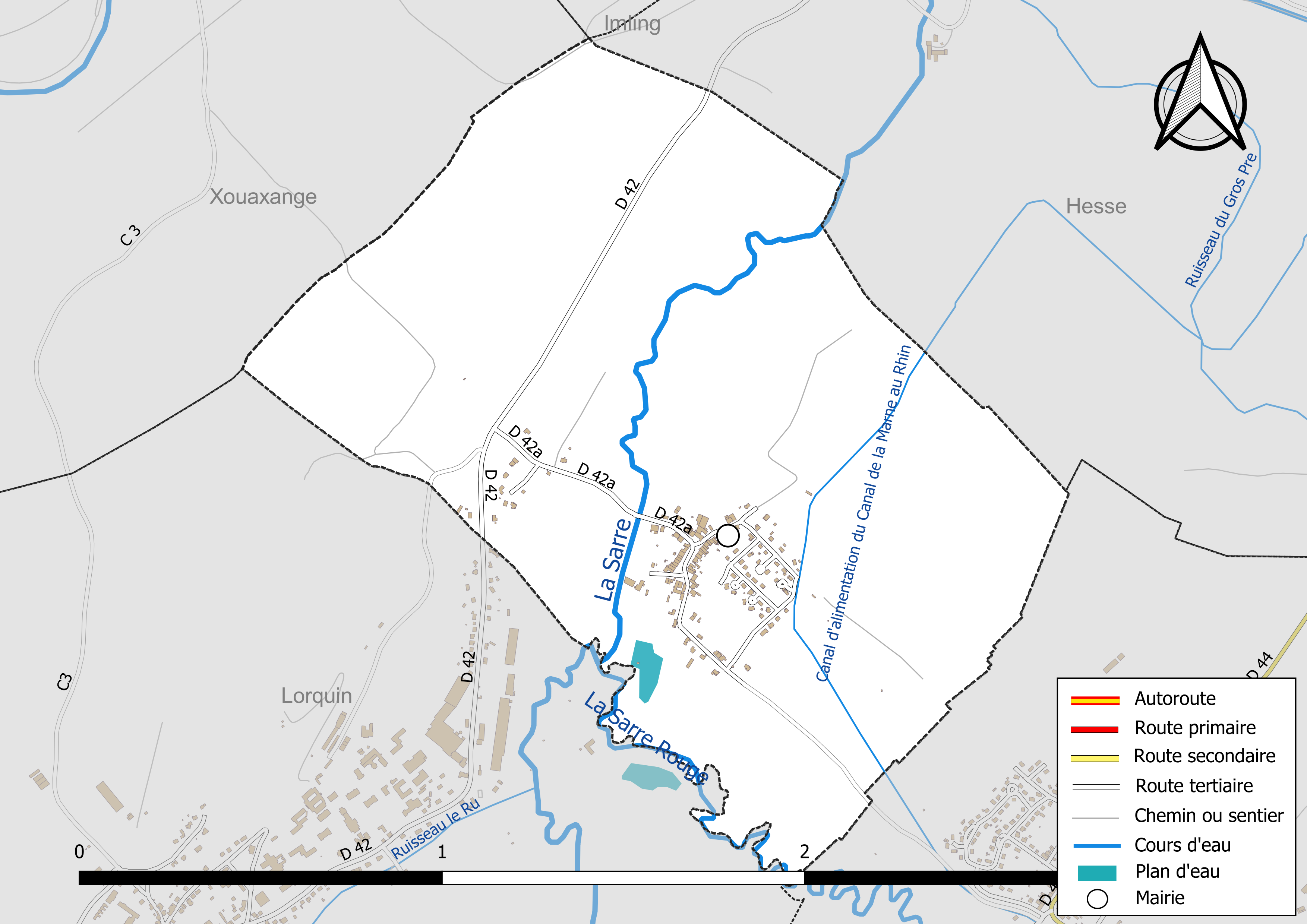
Réseaux hydrographique et routier d'Hermelange.

La qualité des eaux des principaux cours d’eau de la commune, notamment de la Sarre et de la Sarre Rouge, peut être consultée sur un site spécial géré par les agences de l’eau et l’Agence française pour la biodiversité.

### Climat
Pour des articles plus généraux, voir Climat du Grand Est et Climat de la Moselle.
En 2010, le climat de la commune est de type climat des marges montargnardes, selon une étude du Centre national de la recherche scientifique s'appuyant sur une série de données couvrant la période 1971-2000. En 2020, Météo-France publie une typologie des climats de la France métropolitaine dans laquelle la commune est exposée à un climat semi-continental et est dans la région climatique  Vosges, caractérisée par une pluviométrie très élevée (1 500 à 2 000 mm/an) en toutes saisons et un hiver rude (moins de 1 °C). 
Pour la période 1971-2000, la température annuelle moyenne est de 9,9 °C, avec une amplitude thermique annuelle de 17,1 °C. Le cumul annuel moyen de précipitations est de 941 mm, avec 12,4 jours de précipitations en janvier et 9,9 jours en juillet. Pour la période 1991-2020, la température moyenne annuelle observée sur la station météorologique de Météo-France la plus proche, « Nitting_sapc », sur la commune de Nitting à 1 km à vol d'oiseau, est de 10,4 °C et le cumul annuel moyen de précipitations est de 993,7 mm. 
La température maximale relevée sur cette station est de 37,9 °C, atteinte le 25 juillet 2019 ; la température minimale est de −19,4 °C, atteinte le 26 décembre 2010,,. 
Les paramètres climatiques de la commune ont été estimés pour le milieu du siècle (2041-2070) selon différents scénarios d'émission de gaz à effet de serre à partir des nouvelles projections climatiques de référence DRIAS-2020. Ils sont consultables sur un site spécial publié par Météo-France en novembre 2022.

## Urbanisme

### Typologie
Au 1er janvier 2024, Hermelange est catégorisée commune rurale à habitat dispersé, selon la nouvelle grille communale de densité à sept niveaux définie par l'Insee en 2022.
Elle est située hors unité urbaine. Par ailleurs la commune fait partie de l'aire d'attraction de Sarrebourg, dont elle est une commune de la couronne,. Cette aire, qui regroupe 87 communes, est catégorisée dans les aires de 50 000 à moins de 200 000 habitants,.

### Occupation des sols
L'occupation des sols de la commune, telle qu'elle ressort de la base de données européenne d’occupation biophysique des sols Corine Land Cover (CLC), est marquée par l'importance des territoires agricoles (62,8 % en 2018), en augmentation par rapport à 1990 (59,1 %). La répartition détaillée en 2018 est la suivante : 
prairies (53,3 %), milieux à végétation arbustive et/ou herbacée (23,2 %), forêts (13,8 %), terres arables (9,6 %), mines, décharges et chantiers (0,1 %). L'évolution de l’occupation des sols de la commune et de ses infrastructures peut être observée sur les différentes représentations cartographiques du territoire : la carte de Cassini (XVIIIe siècle), la carte d'état-major (1820-1866) et les cartes ou photos aériennes de l'IGN pour la période actuelle (1950 à aujourd'hui).

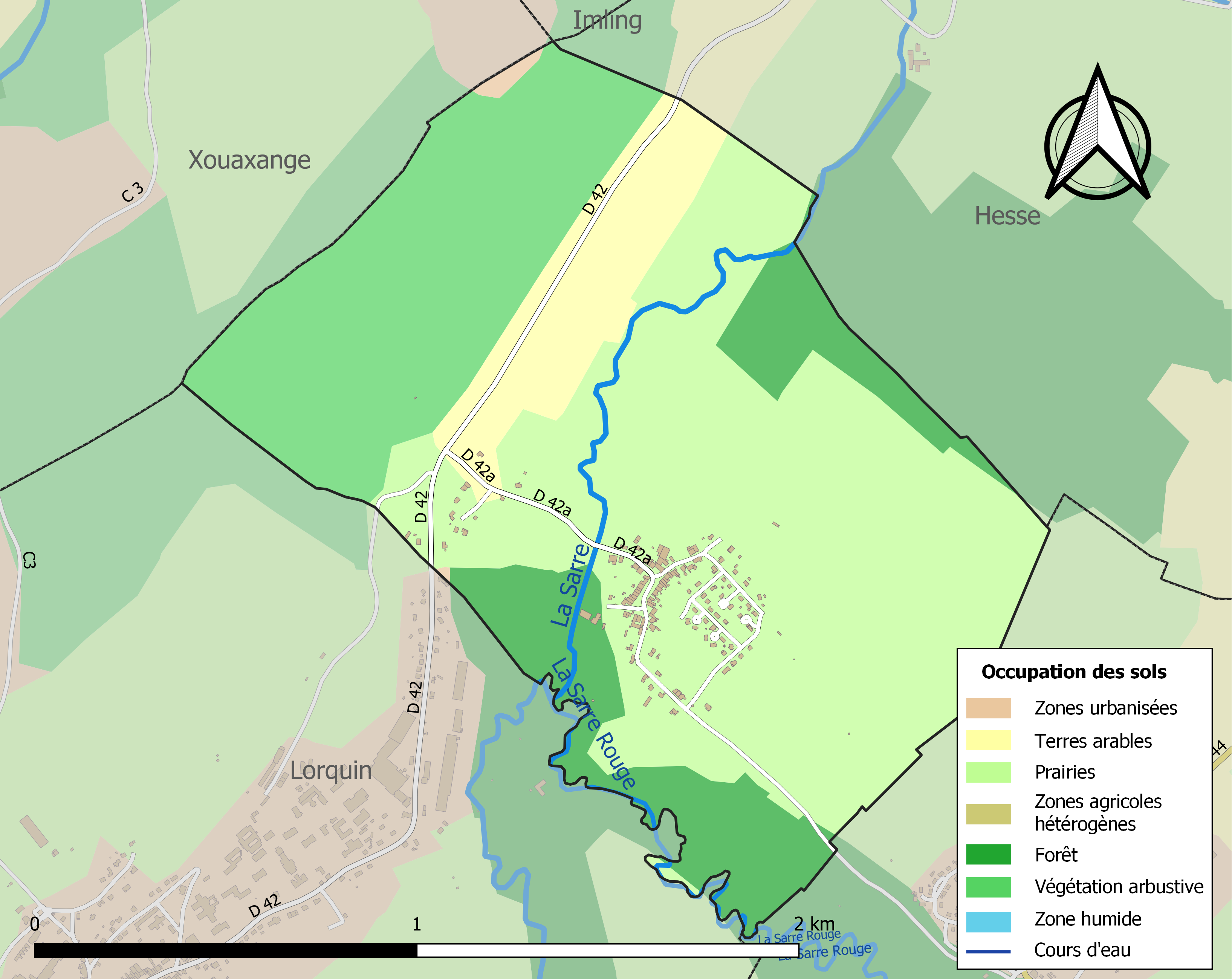
Carte des infrastructures et de l'occupation des sols de la commune en 2018 (CLC).

## Toponymie
- D'un nom de personne germanique Ermil[15] ou Helmenrannus/Helmo[16] suivi du suffixe -ing/-ingen francisé en -ange.
- Erpaldingas (847[17] ou VIIIe siècle), Helmeringen (1258, 1267 et 1316[18]), Helmeranges (1280), Hermeling (1630)[18], Hermelange (1793), Hermelingen (1871-1918).

## Histoire
- Dépendance du domaine épiscopal de Sarrebourg.
- Bataille en 1312.
- Détruit au XVe siècle
- Devint fief du seigneur de Guermange en 1494, puis hérité par les de Custine en 1561.

## Politique et administration
| Période                                  | Période  | Identité          | Étiquette | Qualité |
| ---------------------------------------- | -------- | ----------------- | --------- | ------- |
| Les données manquantes sont à compléter. |          |                   |           |         |
| 1948                                     | 1965     | Jules Hissiger    |           |         |
| 1965                                     | 1977     | Louis Contini     |           |         |
| 1977                                     | 1989     | Félicien Baptiste |           |         |
| mars 1989                                | ?        | Serge Dosch       |           |         |
| mai 2020                                 | En cours | Claude Gasser     |           |         |

## Démographie
L'évolution du nombre d'habitants est connue à travers les recensements de la population effectués dans la commune depuis 1793. Pour les communes de moins de 10 000 habitants, une enquête de recensement portant sur toute la population est réalisée tous les cinq ans, les populations de référence des années intermédiaires étant quant à elles estimées par interpolation ou extrapolation. Pour la commune, le premier recensement exhaustif entrant dans le cadre du nouveau dispositif a été réalisé en 2004.

En 2022, la commune comptait 215 habitants, en évolution de −6,11 % par rapport à 2016 (Moselle : +0,52 %, France hors Mayotte : +2,11 %).
| 1793 | 1800 | 1806 | 1821 | 1831 | 1836 | 1841 | 1846 | 1851 |
| ---- | ---- | ---- | ---- | ---- | ---- | ---- | ---- | ---- |
| 167  | 136  | 168  | 224  | 288  | 270  | 259  | 258  | 265  |

| 1856 | 1861 | 1871 | 1875 | 1880 | 1885 | 1890 | 1895 | 1900 |
| ---- | ---- | ---- | ---- | ---- | ---- | ---- | ---- | ---- |
| 227  | 201  | 202  | 196  | 193  | 182  | 196  | 185  | 178  |

| 1905 | 1910 | 1921 | 1926 | 1931 | 1936 | 1946 | 1954 | 1962 |
| ---- | ---- | ---- | ---- | ---- | ---- | ---- | ---- | ---- |
| 189  | 194  | 168  | 158  | 131  | 131  | 154  | 137  | 134  |

| 1968 | 1975 | 1982 | 1990 | 1999 | 2004 | 2006 | 2009 | 2014 |
| ---- | ---- | ---- | ---- | ---- | ---- | ---- | ---- | ---- |
| 126  | 145  | 153  | 191  | 186  | 207  | 226  | 249  | 240  |

| 2019 | 2022 | - | - | - | - | - | - | - |
| ---- | ---- | - | - | - | - | - | - | - |
| 215  | 215  | - | - | - | - | - | - | - |

## Culture locale et patrimoine

### Lieux et monuments
- Passage d'une voie romaine.
- Église paroissiale Saint-Joseph néo-romane, construite en 1901, comme l'atteste la date en relief portée à droite du portail.

### Héraldique
Les armes d'Hermelange se blasonnent ainsi : de sinople, au chevron ondé renversé d'argent issant du chef. Ces armes représentent la jonction des deux Sarres.

## Pour approfondir